# شباب ميلة
شباب ميلة، هو نادي رياضي جزائري تأسس سنة 1936، وهو أحد أعمدة أندية الشرق الجزائري، اللون الأساسي للفريق أحمر وأبيض  

## تاريخ
تأسس شباب ميلة في 4 يونيو 1936 على يد مجموعة من أبناء المدينة منهم بن خالد ولزعر ولعرابة وغيرهم. لعب في البطولة الشرقية الجهوية اثناء الاستعمار الفرنسي تحت تسمية (camila) كما كان غالبا ما يشارك في تصفيات كاس شمال افريقيا، وبعد الاستقلال لعب الفريق ضمن بطولة القسم الجهوي رابطة قسنطينة لكن بعد استحداث القسم الشرفي أصبح الفريق يلعب فيه وقد لعب ضد عدة فرق امثال شباب ومولودية باتنة وشبيبة جيجل، مولودية بجاية انداك.
في سنة 1968 تم تغير اسم الفريق إلى اولمبيك ميلة وقد نشط لعدة سنوات في القسم الشرفي كما لعب المباراة الفاصلة للصعود إلى القسم الجهوي سنة 1976 ضد وفاق القل في ملعب جيجل لكنه خسرها، ليلعب مباراة أخرى فاصلة ضد فريق أوماش من ولاية بسكرة سنة 1979 فاز بها بنتيجة عريضة وصعد لكنه لم يعمر طويلا وهبط بعد عامين.

### بداية التسعينات
بعد الإصلاح الرياضي تم تغير اسم الفريق إلى شباب بلدية ميلة حيث أن حقبة الثمانينات لم تكن موفقة بسبب الأزمات والمشاكل وهو الأمر الذي جعل الفريق يمكث في القسم الشرفي 10 سنوات (درجة ثالثة واحيانا رابعة على حسب القوانين) حتى تمكن سنة 1992 من تحقيق الصعود إلى القسم الجهوي بعد صراع مرير في أروقة الاتحادية الجزائرية مع فريق واد الحد والطاهير، وقد لعب ثلاث سنوات في القسم الجهوي الا ان حقق صعودا تاريخيا إلى القسم الثاني سنة 1995 بعد صراع قوي مع شبيبة بجاية.

### الصعود إلى القسم الثاني
بعدها ادى الفريق أربعة مواسم جيدة في القسم الثاني لتستحدث بعدها الرابطة قسم ممتاز سنة 1999 ليصبح الفريق في القسم الثاني أي درجة ثالثة وفي موسم واحد حقق الفريق الصعود إلى القسم الأول سنة 2000 لتغير من جديد الرابطة القوانين ويصبح الفريق في القسم الثاني شرق- وسط مكث فيه ثلاث مواسم وموسم اخر في مجموعة الشرق بعد تعديل القوانين إلى ان سقط سنة 2004 بعد قرار الرابطة بسقوط 10فرق إلى قسم مابين رابطات.

### صيف 2004 بداية عدم الاستقرار
نشط الفريق 3 مواسم في قسم مابين الرابطات كان أحسنها موسم 05-06 لكنه لم يعمر طويلا وسقط إلى الجهوي الأول سنة 2007 ثم إلى الجهوي الثاني سنة 2009 ليعود بعدها الفريق إلى الجهوي الأول بعد تحقيقه الصعود سنة 2010 لكنه لم يمكث كثيرا وسقط سنة 2012 إلى الجهوي الثاني إلى غاية 2016.

### بلوصيف رئيسًا جديدًا
العودة التدريجية للفريق كانت موسم 2016 -2017 حيث حقق الصعود إلى الجهوي الأول ثم إلى مابين الرابطات في الموسم الذي يليه، وقد مكث الفريق في هذا القسم موسمين إلى أن حقق صعودا إلى القسم الثالث موسم 2019-2020 بعد أن أقرت الرابطة بصعود 8 فرق. لعب للفريق عدة لاعبين من مختلف مدارس الوطن وحتى اجانب، كما تداول على تدريبه عدة مدربين معروفين على الساحة الوطنية. ابرز نتيجة في كاس الجمهورية هي وصوله إلى دور ربع نهائي سنة 2002 ضد شبيبة القبائل.

## اللاعبين الدوليين والمعروفين
لعب للفريق عدة لاعبين دوليين مثل سليمان ديارا وفليكس البروكينابيين إضافة إلى الكامروني كريستيان.
كما لعب فيه عدة لاعبين معروفين على مستوى الوطن أمثال ساسان، لكناوي، الحاج نبيل، طبال، بولعبايز، بلحضري، عجاس، بن دريهم، خوني، بن عميرة، كساي، الإخوة بوصوف، شتوان، ايدري، بوعوني، كاوة، حناشي، ميباركي، حنيدر، جمعوني، برباش، حجيلة، بوقوس، الحارس بوصوف وغيرهم .

## أبرز المدربين
أشرف على تدريب الفريق عدة مدربين معروفين أمثال ايت جودي، شعبان مرزقان، عبد الكريم بيرة، قريشي، حاج عدلاني، رواس، بورابحة، بوزيدي، مراد وردي، بوجناح الطاهر وغيرهم.

## ملعب الفريق
يستقبل الفريق منافسيه على ملعب بلقاسم بلعيد وسط مدينة ميلة وقد كانت أول عملية صيانة للمدرجات بداية التسعينات حيث تم توسيع المدرج الرئيسي، وفي سنة 2000 تم تغير أرضية الميدان من ترابية إلى عشب طبيعي وقد تم تدشين الملعب سبتمبر 2001 ضد هلال شلغوم العيد بارضيته الجديدة.
في عام 2003 تمت عملية تغطية المدرج الرئيسي وبعدها بسنة انطلقت اشغال عملية بناء المدرجات الكبيرة لتنتهي بها الاشغال سنة 2007، وفي موسم 2008 تم تغير الأرضية من عشب طبيعي إلى اصطناعي. السعة الإجمالية للملعب 12 الف متفرج ويحتوي على عدة أبواب للدخول.